# Amália de Solms-Baruth
Amália Henriqueta Carlota de Solms-Baruth (30 de Janeiro de 1768 - 31 de Outubro de 1847) foi uma princesa-consorte de Hohenlohe-Langemburgo.

## Família
Amália era a única filha do conde João Cristiano II de Solms-Baruth e da princesa Frederica Luísa Reuss de Köstritz. Os seus avós paternos eram o conde João Carlos de Solms-Baruth e a duquesa Luísa de Lippe-Biesterfeld. Os seus avós maternos eram o príncipe Henrique VI Reuss de Köstritz e a princesa Henriqueta Casado de Monteleone.

## Casamento e descendência
Amália casou-se com o príncipe Carlos Luís I de Hohenlohe-Langemburgo no dia 30 de Janeiro de 1789. Tiveram treze filhos:
1. Luísa Carolina de Hohenlohe-Langemburgo (14 de Novembro de 1789 - 14 de Novembro de 1789); natimorta.
2. Elisa Leonor Carlota de Hohenlohe-Langemburgo (22 de Novembro de 1790 - 6 de Outubro de 1830); casada com Vítor Amadeu de Hesse-Rotenburg; sem descendência.
3. Carolina Frederica Constança de Hohenlohe-Langemburgo (23 de Fevereiro de 1792 - 25 de Julho de 1847); casada com Francisco José de Hohenlohe-Schillingsfürst; com descendência.
4. Emília Frederica Cristiana de Hohenlohe-Langemburgo (27 de Janeiro de 1793 - 20 de Julho de 1859); casada com o conde Frederico Luís de Castell-Castell; sem descendência.
5. Ernesto I de Hohenlohe-Langemburgo (7 de Maio de 1794 - 12 de Abril de 1860); casado com a princesa Feodora de Leiningen; com descendência.
6. Frederico Guilherme de Hohenlohe-Langemburgo (2 de Outubro de 1797 - 20 de Novembro de 1797); morreu com um mês de idade.
7. Maria de Hohenlohe-Langemburgo (22 de Setembro de 1798 - 24 de Setembro de 1798); morreu com dois dias de idade.
8. Luísa Carlota Joana de Hohenlohe-Langemburgo (22 de Agosto de 1799 - 17 de Janeiro de 1881); casada com o príncipe Adolfo Carlos de Hohenlohe-Ingelfingen; com descendência.
9. Joana Henriqueta Filipa de Hohenlohe-Langemburgo (8 de Novembro de 1800 - 12 de Julho de 1877); casada com o conde Emílio de Erbach-Schönberg; sem descendência.
10. Maria Inês Henriqueta de Hohenlohe-Langemburgo (5 de Dezembro de 1804 - 9 de Setembro de 1833); casada com o príncipe-herdeiro Constantino de Löwenstein-Wertheim-Rosenberg; com descendência.
11. Gustavo Henrique de Hohenlohe-Langemburgo (9 de Outubro de 1806 - 16 de Novembro de 1881); sem descendência.
12. Helena de Hohenlohe-Langemburgo (22 de Novembro de 1807 - 5 de Setembro de 1880); casada com o príncipe Eugénio de Württemberg; com descendência.
13. João Henrique Frederico de Hohenlohe-Langemburgo (18 de Agosto de 1810 - 16 de Setembro de 1830); morreu aos 20 anos de idade; sem descendência.